# Pont au Diable w Pouilly-sous-Charlieu

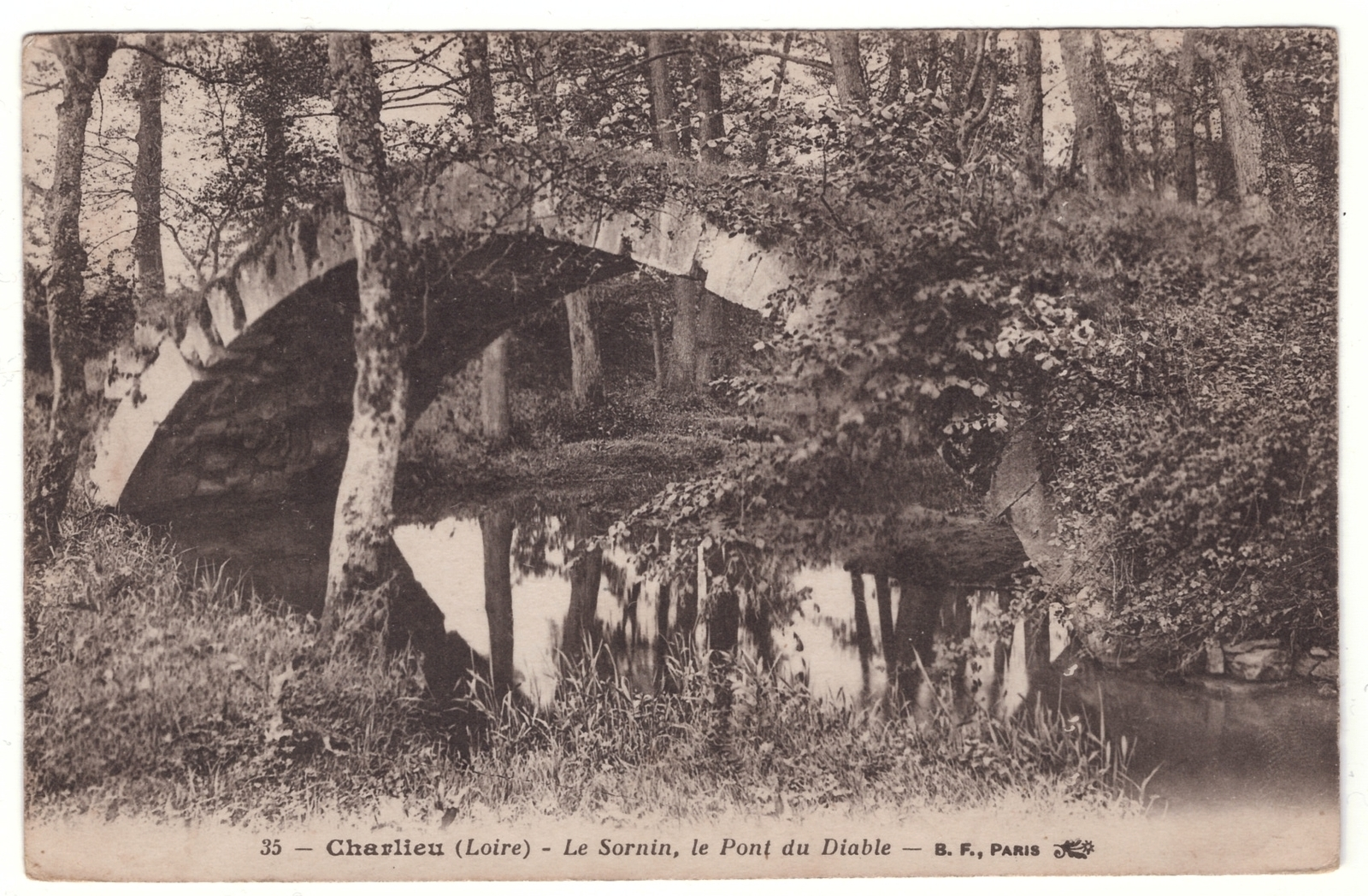
Stara pocztówka

Pont au Diable w Pouilly-sous-Charlieu – most wybudowany przed 1320 rokiem w Pouilly-sous-Charlieu we Francji. Od 1928 roku posiada status monument historique, w kategorii classé MH (zabytek o znaczeniu krajowym).

## Lokalizacja
Most jest zlokalizowany przy 109 Impasse de Tigny, na terenie miejscowości Pouilly-sous-Charlieu, w departamencie Loara, w regionie Auvergne-Rhône-Alpes.

## Opis i historia
Dokładna data budowy mostu nie jest znana. Pierwsza wzmianka pojawia się w 1320 roku. Most umożliwiał przeprawę przez rzekę Sornin średniowieczną drogą z Belleville przez Chauffailles, Charlieu, La Bénisson-Dieu, Noailly, Saint-Germain-Lespinasse i Saint-Haon-le-Châtel do Vichy. Część autorów uważa, że most został wybudowany w czasach rzymskich